# Casa Blanca (San Ángel)

Extensión de la Casa Blanca de San Ángel, tomada desde la calle de Hidalgo, en la que se aprecia el fin y principio de dicha casa

La casa Blanca es una construcción que se encuentra en el número 43 de la calle de Hidalgo, Ciudad de México, data de mediados del siglo XVII; es posiblemente la construcción particular más antigua que existe en San Ángel. Esta casa está catalogada como monumento histórico por el Instituto de Antropología e Historia (INAH).
La Casa Blanca llegó a tener otro apodo entre el sigo XVII y el siglo XVIII d. C., los habitantes de la región la conocían como La Casa de los Niños de China, debido a que en esas épocas era una fundación dedicada a proteger y educar a niños filipinos. Este inmueble perteneció a los condes de Oploca; su fachada ostenta aún, a pesar de estar un poco desdibujado, el escudo de armas de la familia, el cual se libró de la destrucción llevada a cabo, en virtud del decreto de 2 de mayo de 1826. 
Cuando fue la invasión estadounidense de 1847, esta casa fungió como cuartel para las tropas estadounidenses. Después de esto, la casa pasó a ser propiedad de José María del Villar y Bocanegra, el cual ofreció la propiedad a Maximiliano de Habsburgo en el año de 1863, durante la invasión francesa. 
La casa es amplia y extensa, como la mayoría de las casas de esa época, grandes recámaras en las que alguna vez se levantó un elegante chalet. 
La huerta era, después de la del convento, la más grande de la población; aun tiene casi cincuenta mil metros cuadrados de superficie. 
En el 2010, la propiedad fue adquirida por unos nuevos propietarios, quienes decidieron restaurar la propiedad. Con el permiso del INAH el despacho Gómez Palacio Arquitectos se encargó de la restauración, contaron con asesoría del restaurador Francisco Pérez Salazar. Se conserva alrededor del 95% de los muros originales y se recuperó la viguería del techo.
El aspecto y vejez de la casa ha dado lugar a varias leyendas, unas de ellas proviene por una ventana que tiene la casa, y en la que, se dice, en ciertas noches de luna se siente un golpe seco en uno de los barrotes de la reja de hierro y se distingue perfectamente el sonido metálico.

## La leyenda de Doña Guimar

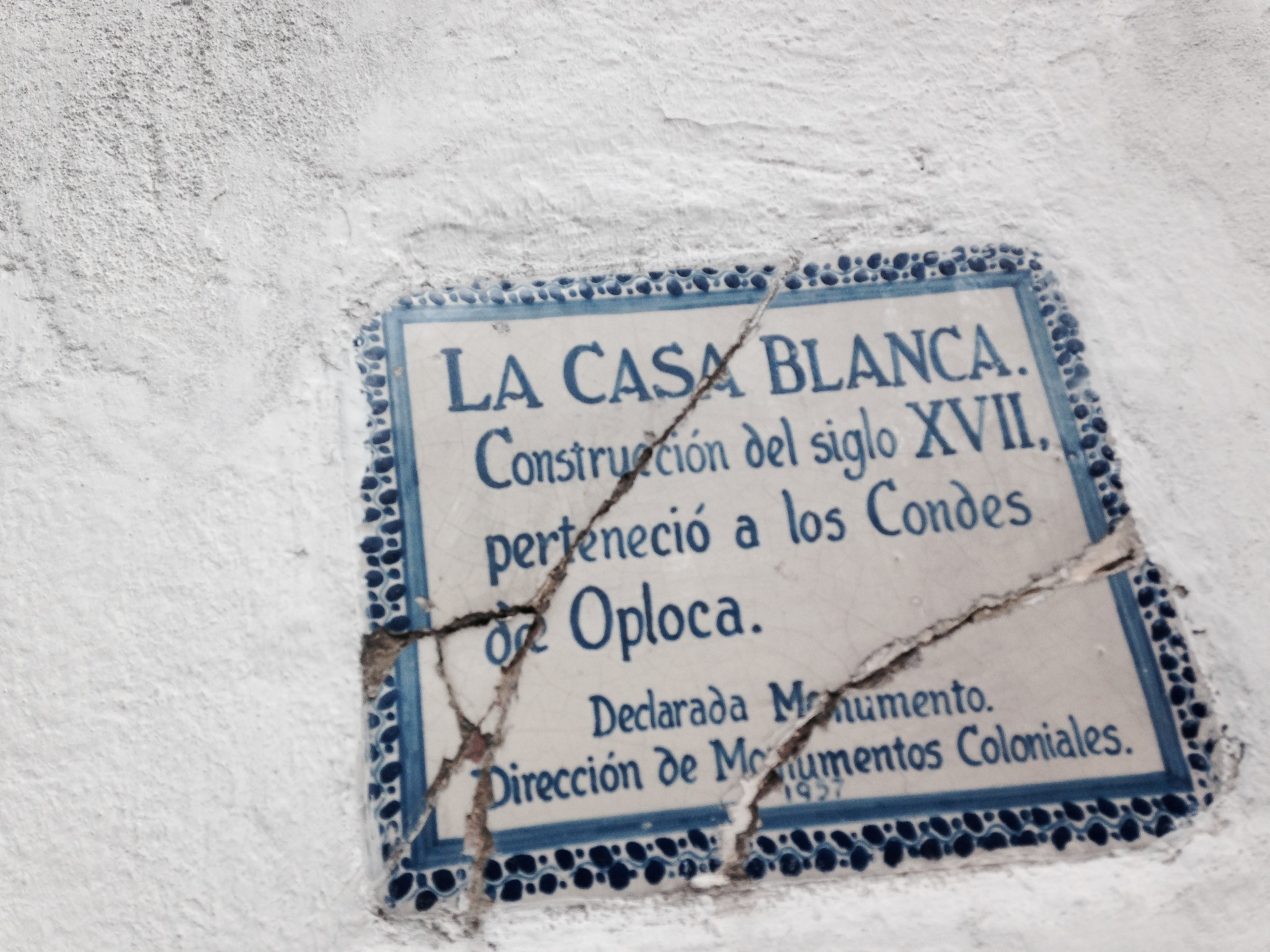
Placa de descripción de la Casa Blanca en San Ángel

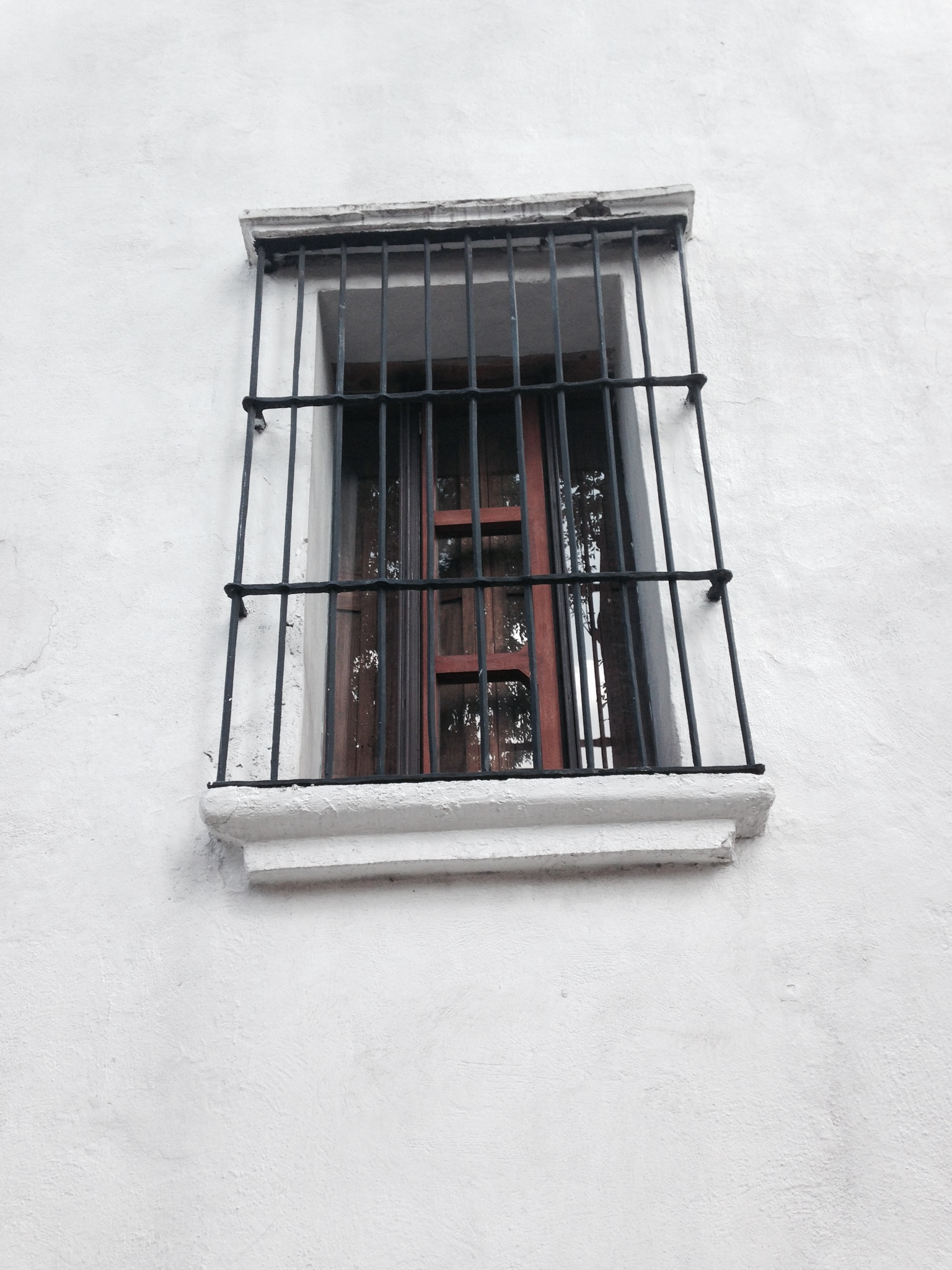
Una de las ventanas de la Casa Blanca, se encuentra de lado izquierdo de la entrada principal de la casa, en esta ventana es en donde se supone que Doña Guiomar murió esperando a su amado

Entre algunos vecinos muy antiguos del pueblo, existe la siguiente leyenda:

Hace ya muchos años. Muchísimos, los habitantes de la tranquila y entonces casi desierta población, se detenían a ver a un gallardo caballero, un jinete en un brioso corcel  que caminaba con un majestuoso porte por las calles, haciendo oír el agradable y viril campanilleo que producía la espada al chocar  contra las espuelas o contra los estribos estradiotas.

El jinete se detuvo cerca de la Casa Blanca, amarro su caballo, se dirigió a una de las ventanas de la casa y vio que alguien se asomaba, la figura de la ventana dijo:
— ¿Sois vos, don Lope?
— El mismo, doña Guiomar, vengo a deciros adiós, hoy mismo parto a la guerra, donde siempre os llevaré su recuerdo conmigo.
— Me olvidareís, don Lope. Acaso en vuestras aventuras dejaréis el corazón prisionero y me robaran vuestro amor.
— No, doña Guiomar, jamás os olvidaré; si mi rey no me lo demandara, mi obligación de hidalgo me haría ir a donde mi espada hace falta para conquistar nuevas tierras; pero juro a Dios que vuestro amor se conservara siempre puro en mi pecho, y tan pronto como pueda, volveré a unirme con vos , para nunca separarnos.
— Id, don Lope, en buena hora, a donde vuestro honor y vuestro deber os llaman; valiente os quiero y por cumplido caballero os tengo; digno sois de los vuestros, que si tal no fuerais, ni tal os amara ni os quisiera. Id, que llorando os espero; os lleváis mi corazón y mi anima. Aquí os guardo; en las noches miraré este rayo de luna que nos alumbra y con él os mandaré mis recuerdos y suspiros, siempre a estas horas os esperaré y confió en que como hidalgo, cumpláis con vuestros juramentos; pero si no cumpliereis, lo que no quiero creer, aquí también os espero, para que Dios os demande vuestra fementida acción.
Esa noche la luna era fiel testigo del juramento de ambos como ha sido testigo de muchos juramentos eternos de amor.
Cuando despuntaba el sol, don Lope iba por el camino de Acapulco a embarcarse para el Perú. En la cima del Ajusco se detuvo un momento a contemplar el valle de México y a ver a la casa en la que se encontraba su amada, para después continuar con su camino.
Don Lope partió a Perú, en donde su espada sirvió al rey por varios años, él ya se había olvidado de su juramento hacia doña Guiomar y su corazón se enamoró de otras damas a lo largo de esos años, continuó con su vida en otros lugares y después de un largo rato ya que su amor por Guiomar se había desvanecido, por órdenes del rey don Lope tuvo que regresar a México a arreglar unos asuntos reales.
Al volver a México y pasar por las calles en las que él ya había caminado antes, recordó a doña Guiomar. Decidió pasar a ver la casa en la que ella vivía, solo para recordar lo que algún día fue. Para ese entonces, Doña Guiomar ya había muerto, ella había permanecido fiel a su palabra y cada noche esperaba a su amor en la ventana y en las noches de luna llena, ella mandaba su amor y cariño por los rayos de luz de la luna, esperando a un amor que ya no le correspondía más. Murió en la ventana una noche de luna llena.
Don Lope al llegar a la casa vio en la ventana al cadáver de Doña Guiomar, se arrodilló en la reja arrepintiéndose por no haber podido cumplir su palabra, entonces se escuchó una voz que parecía
provenir de los haces de luz de la luna:
— ¿Sois vos, don Lope? Hace muchos años que os guardaba.
Don Lope quedó mudo de estupor; no podía articular ni una palabra; no se atrevió a levantar la cara.
— ¿Qué tenéis, don Lope? ¿Por qué no me dáis la mano? ¿A caso habéis sido traidor a vuestros juramentos y os remuerde la conciencia?
Don Lope no podía alzar el rostro, quiso disculparse.
-Mirad, don Lope, el rayo de luna con quien os mandaba mis recuerdos; mientras vos me traicionábais y os olvidábais de mí.
Cuando don Lope levantó el rostro para ver el haz de la luna, vio la cara dulce y bella de doña Guiomar convirtiéndose en una calavera putrefacta, vio como se le pudría la piel y como sus ojos se desvanecían en las cuencas de la calavera.
A la mañana siguiente los vecinos encontraron el cadáver de un elegante caballero agarrado de la reja.

Se dice que en las noches de luna nueva se escucha un golpeteo en la reja, que dicha reja quedó encantada y que este golpeteo recuerda la falta de don Lope.

## El escudo
El escudo de la casa Blanca está representado por tres flores. En San Ángel y Chimalistac han sido cultivadas miles de flores a lo largo de toda su historia, es algo muy típico de la región, esto se puede apreciar con el Mercado de Flores de San Ángel (Av. Revolución) y la venta de flores en su tianguis.